# BAFTA de melhor série dramática
BAFTA de melhor série dramática (no original em inglês British Academy Television Award for Best Drama Series) é uma das principais categorias dos British Academy Television Awards (BAFTAs), a principal cerimônia de premiação da indústria de televisão britânica.
O prêmio foi dado pela primeira vez em 1992, para os programas de premiação exibidos em 1991. 

## Lista dos nomeados e premiados com o BAFTA de Melhor Filme

### 1990s
| Ano  | Série                    | Produtora                               | Emissora  | Destinátario (s)                                                |
| 1992 | Inspector Morse          | ITV Central                             | ITV       | David Lascelles                                                 |
| 1992 | Agatha Christie's Poirot | London Weekend Television               | ITV       | Brian Eastman                                                   |
| 1992 | Casualty                 | BBC Bristol                             | BBC One   | Geraint Morris                                                  |
| 1992 | Spender                  | BBC Television                          | BBC One   | Martin McKeand                                                  |
| 1992 | Inspector Morse          | ITV Central                             | ITV       | Deirdre Kerr                                                    |
| 1992 | Between the Lines        | World Productions                       | BBC One   | Peter Norris                                                    |
| 1992 | Casualty                 | BBC Bristol                             | BBC One   | Geraint Morris                                                  |
| 1992 | Jeeves and Wooster       | Carnival Films                          | ITV       | Clive Exton Brian Eastman Ferdinand Fairfax                     |
| 1994 | Between the Lines        | World Productions                       | BBC One   | Peter Norris                                                    |
| 1994 | Casualty                 | BBC Bristol                             | BBC One   | Gerraint Morris Michael Ferguson                                |
| 1994 | Cracker                  | Granada Television                      | ITV       | Gub Neal Jimmy McGovern                                         |
| 1994 | The Riff Raff Element    | BBC Television                          | BBC One   | Liz Trubridge Simon Cellan Jones Jeremy Ancock Debbie Horsfield |
| 1995 | Cracker                  | Granada Television                      | ITV       | Paul Abbott                                                     |
| 1995 | The Bill                 | Thames Television                       | ITV       | Michael Chapman                                                 |
| 1995 | Common As Muck           | BBC Television                          | BBC One   | John Chapman William Ivory                                      |
| 1995 | Sharpe                   | Central Independent Television          | ITV       | Simon Lewis Tom Clegg                                           |
| 1995 | Cracker                  | Granada Television                      | ITV       | Hilary Bevan Jones                                              |
| 1995 | Preston Front            | BBC Television                          | BBC One   | Chris Griffin Tim Firth                                         |
| 1995 | Prime Suspect            | Granada Television                      | ITV       | Paul Marcus                                                     |
| 1995 | A Touch of Frost         | Yorkshire Television                    | ITV       | Don Leaver                                                      |
| 1997 | EastEnders               | BBC Television                          | BBC One   | Corinne Hollingworth Jane Harris                                |
| 1997 | Ballykissangel           | BBC Northern Ireland                    | BBC One   | Joy Lale                                                        |
| 1997 | Hamish Macbeth           | Skyline Films Zenith Entertainment Ltd. | BBC One   | Deidre Kerr                                                     |
| 1997 | This Life                | World Productions                       | BBC Two   | Jane Fallon                                                     |
| 1998 | Jonathan Creek           | BBC Television                          | BBC One   | Susan Belbin Sandy Johnson Marcus Mortimer David Renwick        |
| 1998 | Common as Muck           | BBC Television                          | BBC One   | Catherine Wearing Metin Hüseyin William Ivory                   |
| 1998 | Touching Evil            | Anglia Television                       | ITV       | Jane Featherstone Paul Abbott                                   |
| 1998 | Wing and a Prayer        | Thames Television                       | Channel 5 | Jacinta Peel Richard Laxton Robin Sheppard Matthew Hall         |
| 1999 | The Cops                 | World Productions                       | BBC Two   | Eric Coulter Harry Bradbeer Alrick Riley                        |
| 1999 | Jonathan Creek           | BBC Television                          | BBC One   | Verity Lambert Keith Washington David Renwick Sandy Johnson     |
| 1999 | Playing the Field        | Tiger Aspect Productions                | BBC One   | Greg Brenman Catherine Morshead Paul Seed Kay Mellor            |
| 1999 | Undercover Heart         | BBC Television                          | BBC One   | Jane Fallon John Strickland Richard Signy Peter Bowker          |

### 2000s
| Ano  | Série                         | Produtora                                                        | Emissora  | Destinatário (s)                                          |
| 2000 | The Cops                      | World Productions                                                | BBC Two   | Equipe da produção                                        |
| 2000 | Cold Feet                     | Granada Television                                               | ITV       | Christine Langan Mike Bullen                              |
| 2000 | Playing the Field             | Tiger Aspect Productions                                         | BBC One   | Greg Brenman Hugh Warren Kay Mellor                       |
| 2000 | Psychos                       | Kudos Film and Television                                        | Channel 4 | Equipe da produção                                        |
| 2001 | Clocking Off                  | Red Production Company                                           | BBC One   | Nicola Shindler Ann Harrison-Baxter Paul Abbott           |
| 2001 | The Cops                      | World Productions                                                | BBC Two   | Equipe da produção                                        |
| 2001 | Fat Friends                   | Rollem Productions Tiger Aspect Productions Yorkshire Television | ITV       | Kay Mellor Gareth Morgan                                  |
| 2001 | The Sins                      | BBC Television                                                   | BBC One   | Liza Marshall William Ivory                               |
| 2002 | Cold Feet                     | Granada Television                                               | ITV       | Andy Harries Spencer Campbell Mike Bullen                 |
| 2002 | At Home with the Braithwaites | Yorkshire Television                                             | ITV       | Carolyn Reynolds Jacky Stoller Sally Wainright            |
| 2002 | Clocking Off                  | Red Production Company                                           | BBC One   | Nicola Shindler Juliet Charlesworth Paul Abbott           |
| 2002 | Tales from the Pleasure Beach | Blast! Film Productions                                          | BBC Two   | Madonna Baptiste Edmund Coulthard Roger Williams          |
| 2003 | Spooks                        | Kudos Film and Television                                        | BBC One   | Equipe de produção                                        |
| 2003 | Clocking Off                  | Red Production Company                                           | BBC One   | Equipe de produção                                        |
| 2003 | Cutting It                    | BBC Television                                                   | BBC One   | Debbie Horsfield Diederick Santer Andy De Emmony          |
| 2003 | Teachers                      | Tiger Aspect Productions                                         | Channel 4 | Jane Fallon Rhonda Smith                                  |
| 2004 | Buried                        | World Productions                                                | Channel 4 | Equipe de produção                                        |
| 2004 | Clocking Off                  | Red Production Company                                           | BBC One   | Equipe de produção                                        |
| 2004 | Foyle's War                   | Greenlit Productions                                             | ITV       | Equipe de produção                                        |
| 2004 | William and Mary              | Meridian Broadcasting                                            | ITV       | Trevor Hopkins Stuart Orme Mick Ford                      |
| 2005 | Shameless                     | Company Pictures                                                 | Channel 4 | Equipe de produção                                        |
| 2005 | Bodies                        | Hat Trick Productions                                            | BBC Three | Mark Redhead Sue de Beauvoir Jed Mercurio                 |
| 2005 | Conviction (Reino Unido)      | Red Production Team                                              | BBC Three | Equipe de produção                                        |
| 2005 | Spooks                        | Kudos Film and Television                                        | BBC One   | Jane Featherstone Simon Crawford Collins Andrew Woodhead  |
| 2006 | Doctor Who                    | BBC Wales                                                        | BBC One   | Phil Collinson Russell T Davies Julie Gardner             |
| 2006 | Bodies                        | Hat Trick Productions                                            | BBC Three | Mark Redhead Sue de Beauvoir Jed Mercurio                 |
| 2006 | Shameless                     | Company Pictures                                                 | Channel 4 | Production Team                                           |
| 2006 | Spooks                        | Kudos Film and Television                                        | BBC One   | Equipe de produção                                        |
| 2007 | The Street                    | Granada Productions                                              | BBC One   | Jimmy McGovern Sita Williams David Blair Ken Horn         |
| 2007 | Life on Mars                  | Kudos Film and Television                                        | BBC One   | Equipe de produção                                        |
| 2007 | Shameless                     | Company Pictures                                                 | Channel 4 | Equipe de produção                                        |
| 2007 | Sugar Rush                    | Shine Productions                                                | Channel 4 | Equipe de produção                                        |
| 2008 | The Street                    | 'Granada Productions                                             | BBC One   | Jimmy McGovern Sita Williams Terry McDonough John Chapman |
| 2008 | Life on Mars                  | Kudos Film and Television                                        | BBC One   | Equipe de produção                                        |
| 2008 | Rome                          | HBO                                                              | BBC Two   | John Melfi Anne Thomopoulos Bruno Heller Tim Van Patten   |
| 2008 | Skins                         | Company Pictures                                                 | Channel 4 | Equipe de produção                                        |
| 2009 | Wallander                     | Left Bank Pictures Yellow Bird TKBC                              | BBC One   |                                                           |
| 2009 | Doctor Who                    | BBC Wales                                                        | BBC One   |                                                           |
| 2009 | Shameless                     | Company Pictures                                                 | Channel 4 |                                                           |
| 2009 | Spooks                        | Kudos Film and Television                                        | BBC One   |                                                           |

### 2010s
| Ano  | Série                        | Produtora                      | Emissora     | Destinatário (s)                                                |
| 2010 | Misfits                      | Clerkenwell Films              | E4           | Howard Overman                                                  |
| 2010 | Being Human                  | Touchpaper Television          | BBC Three    | Toby Whithouse                                                  |
| 2010 | Spooks                       | Kudos Film and Television      | BBC One      |                                                                 |
| 2010 | The Street                   | Granada Television             | BBC One      | Jimmy McGovern                                                  |
| 2011 | Sherlock                     | Hartswood Films BBC Wales      | BBC One      | Steven Moffat Mark Gatiss Sue Vertue Beryl Vertue               |
| 2011 | Being Human                  | Touchpaper Television          | BBC Three    | Toby Whithouse                                                  |
| 2011 | Downton Abbey                | Carnival Films                 | ITV1         | Julian Fellowes Gareth Neame Liz Trubridge Nigel Stafford-Clark |
| 2011 | Misfits                      | Clerkenwell Films              | E4           | Howard Overman                                                  |
| 2012 | The Fades                    | BBC Television                 | BBC Three    | Jack Thorne Susan Hogg Caroline Skinner                         |
| 2012 | Misfits                      | Clerkenwell Films              | E4           | Howard Overman                                                  |
| 2012 | Scott & Bailey               | Red Production Company         | ITV1         | Sally Wainwright                                                |
| 2012 | Spooks                       | Kudos Film and Television      | BBC One      | David Wolstencroft                                              |
| 2013 | Last Tango in Halifax        | BBC Television                 | BBC One      | Sally Wainwright Nicola Shindler Karen Lewis Euros Lyn          |
| 2013 | Ripper Street                | BBC Television                 | BBC One      | Richard Warlow Tom Shankland Stephen Smallwood Will Gould       |
| 2013 | Scott & Bailey               | Red Production Company         | ITV          | Sally Wainwright                                                |
| 2013 | Silk                         | BBC Television                 | BBC One      | Hilary Salmon Peter Moffat Richard Stokes Jeremy Webb           |
| 2014 | Broadchurch                  | Kudos Film and Television      | ITV          |                                                                 |
| 2014 | Top of the Lake              | See-Saw Films Screen Australia | BBC Two      | Emile Sherman Iain Canning Jane Campion Philippa Campbell       |
| 2014 | The Village                  | Company Pictures               | BBC One      |                                                                 |
| 2014 | My Mad Fat Diary             | Tiger Aspect Productions       | E4           |                                                                 |
| 2015 | Happy Valley                 | Red Production Company         | BBC One      | Sally Wainwright Karen Lewis Euros Lyn Nicola Shindler          |
| 2015 | Line of Duty                 | World Productions              | BBC Two      |                                                                 |
| 2015 | The Missing                  | New Pictures                   | BBC One      |                                                                 |
| 2015 | Peaky Blinders               | Tiger Aspect Productions       | BBC Two      |                                                                 |
| 2016 | Wolf Hall                    | Company Pictures               | BBC Two      |                                                                 |
| 2016 | The Last Panthers            | Warp Films                     | Sky Atlantic |                                                                 |
| 2016 | Humans                       | Channel 4                      | Channel 4    |                                                                 |
| 2016 | No Offence                   | AbbottVision                   | Channel 4    |                                                                 |
| 2017 | Happy Valley                 | Red Production Company         | BBC One      | Sally Wainwright Karen Lewis Euros Lyn Nicola Shindler          |
| 2017 | The Crown                    | Left Bank Pictures             | Netflix      |                                                                 |
| 2017 | The Durrells                 | Sid Gentle Films               | ITV          |                                                                 |
| 2017 | War & Peace                  | The Weinstein Company          | BBC One      |                                                                 |
| 2018 | Peaky Blinders               | Tiger Aspect Productions       | BBC Two      |                                                                 |
| 2018 | Line of Duty                 | World Productions              | BBC One      |                                                                 |
| 2018 | The Crown                    | Left Bank Pictures             | Netflix      |                                                                 |
| 2018 | The End of the F***ing World | Clerkenwell Films              | All 4        |                                                                 |